# Cidadania
Cidadania (lett. "Cittadinanza"), fino al 2019 denominato Partito Popolare Socialista (in portoghese Partido Popular Socialista, PPS), è un partito politico brasiliano. Il partito è nato nel 1992 dalla decisione della maggioranza del Partito Comunista Brasiliano di abbandonare il comunismo e di spostarsi verso la socialdemocrazia.

## Il PCB
Il PCB visse in semi-clandestinità fin quando, nel 1928, venne fondato il Blocco Operaio e Contadino (BOC), che si presentò alle elezioni legislative. Gli anni '30 sono gli anni che determineranno la marginalità del PCB nella vita politica del paese. Nel 1930, visto l'insuccesso elettorale, il PCB decide di abbandonare la politica "frontista", di apertura cioè alle altre realtà della sinistra, e rimarca la propria natura "proletaria e operaia", escludendo dai vertici del partito tutti gli intellettuali e i piccolo-borghesi. Nel 1933, preoccupato dell'avanzata del fascismo nel mondo, il PCB si rende nuovamente disponibile ad un fronte che raccolga socialisti e comunisti e dà vita all'Alleanza Nazionale Liberatrice, ma che attira la preoccupazione di Getúlio Vargas, del Partito Laburista Brasiliano che ne ottiene la dichiarazione di "illegalità". Nel novembre del 1933 scoppiano rivolte ad opera dei militanti comunisti. Tali rivolte saranno duramente represse e segneranno la "credibilità" del PCB verso i contadini e la piccola borghesia, poco propensi alla soluzione rivoluzionaria. Nel 1937 il PCB subisce la scissione dell'ala troskista a causa delle divisioni sulla candidatura per le presidenziali dell'anno successivo. Agli inizi degli anni '40 si caratterizzaono, perciò, con il ritorno alla semi-clandestina del PCB.
Alle elezioni per l'assemblea costituente del 1945, però, il PCB, grazie alle lotte sindacali degli ultimi anni, riuscì ad ottenere quasi l'8,5% dei voti e ad eleggere 14 deputati. Già alle legislative del 1947, il PCB, però, crollò allo 0,2% dei voti a causa della campagna elettorale del Partito Social Democratico (centro) e dell'Unione Democratica Nazionale (destra) caratterizzata da un marcato anticomunismo, che favorisce il Partito Laburista Brasiliano e il Partito Socialista Progressista, entrambi di sinistra.
Tra il 1954 e il 1964, data dell'avvento della dittatura militare, il PCB, di fatto, non avrà mai una rappresentanza parlamentare di qualche rilievo. Data la scarsa industrializzazione del paese il PCB era privo del suo tradizionale elettorato di riferimento: gli operai.
Nel 1956 Nikita Chruščёv nel XX Congresso del Partito Comunista dell'Unione Sovietica, criticò i crimini staliniani. Nel PCB questo produsse un forte dibattito che portò a ridefinire gli obiettivi politici e anche al cambio di nome da Partito Comunista do Brasil a Partito Comunista Brasileiro mantenendo la sigla PCB. Nel 1962 il PCB subì la scissione della componente maoista del partito portatrice delle posizioni anti-revisionistiche contrarie a Chruščёv, fazione che riprese il nome di Partito Comunista del Brasile (PCdoB). Il PCB invece si impegnò prevalentemente nelle lotte sindacali, dando, pertanto, una accezione meno "dogmatica" al proprio impegno.
Dal 1964 al 1984, a differenza del PCdoB che diede vita a forme di lotta armata, il PCB partecipò attivamente alle iniziative dell'opposizione democratica alla dittatura militare.
Alle elezioni del 1986, le prime realmente democratiche, il PCB conseguì appena lo 0,8% dei voti ed elesse 3 deputati. Il PCB, del resto, subiva la diretta concorrenza, oltre che del PCdoB, anche del Partito dei Lavoratori (PT), che raccoglieva molti marxisti, e del Partito Democratico Laburista.

## Il PPS
Nel 1992, dopo la caduta del muro di Berlino e la fine dell'Unione Sovietica, il PCB decise di cambiare nome in Partito Popolare Socialista, spostandosi su posizioni socialdemocratiche e di terza via. Il mutamento di direzione non produsse frutti evidenti alle politiche del 1994 e del 1998. Alle elezioni del 2002, però, il PSP riuscì ad ottenere il 3,1% dei consensi e ad eleggere addirittura 15 deputati. Il dato positivo alle politiche fu dovuto al buon risultato (12%) ottenuto alle presidenziali dello stesso anno da Ciro Gomes, che venne sostenuto oltre che dal PPS anche dal Partito Democratico Laburista e dal Partito Laburista Brasiliano. Al ballottaggio, il PPS sostenne il candidato del PT Luis Inácio Lula da Silva, che sconfisse il candidato moderato Josè Serra (PSDB). Ciro Gomes venne nominato Ministro dell'Integrazione Nazionale.
Nel dicembre del 2004, il PPS decise di revocare il proprio sostegno a Lula. Gomes non volle dimettersi da ministro e fu sospeso dall'esecutivo nazionale del partito. Alle presidenziali del 2006 il PPS ha sostenuto il candidato del PSDB Geraldo Alckmin. Alckimin è stato sostenuto anche dai liberal-conservatori del Partito del Fronte Liberale. Alckmin è riuscito a portare al ballottaggio il presidente Lula, che a causa degli scandali finanziari che hanno coinvolto alcuni membri del PT, si è fermato al 48,7% dei voti.
Alle politiche del 2010 il PPS, confermando l'appartenenza alla coalizione di opposizione al lulismo, ha ottenuto il 2,6% dei consensi ed ha eletto 12 deputati. Inoltre è riuscito ad ottenere anche un senatore. Alle presidenziali dello stesso anno il PPS ha sostenuto José Serra del P SDB, che ha perso al ballottaggio contro Dilma Rousseff del PT.
Alle elezioni presidenziali del 2014 si sfila dall'alleanza con i moderati e decide, unitamente a piccoli partiti di sinistra, di appoggiare formalmente il candidato del Partito Socialista Brasiliano Eduardo Campos e, dopo la morte di quest'ultimo, la sua sostituta Marina Silva.

## Ideologia
Il PCB si è posto, fino alla scissione del PCdoB, come un partito comunista a "tutto tondo". Raccoglieva, cioè, tutte le anime del mondo comunista, fatta eccezione dei trozkisti, fuoriusciti già nel 1937. La fine del XX secolo ha determinato, con la fine dell'URSS, un ripensamento nelle politiche del PCB tanto da spingerlo ad abbandonare l'appellativo "comunista".
Lo statuto del PPS, pur rivendicando l'eredità del PCB, afferma che i "socialisti-popolari" sono un partito "umanista e socialista, concetti arricchiti con l'esperienza del movimento operaio e popolare, riscattando la migliore tradizione del pensiero marxista e dell'umanesimo libertario". "Per la sua essenza democratica e laica, il partito esclude il dogmatismo e il settarismo, e si concepisce come un organismo aperto al rinnovamento delle idee e del metodo, nel rispetto della pluralità delle idee". Il PPS, pertanto, ha sostanzialmente rinnegato il "centralismo democratico" tipico dei partiti marxisti, tanto da rivendicare di questa tradizione solo la parte "migliore", aprendosi, invece, alla tradizione dell'"umanesimo libertario", non solo laico, ma anche antitotalitario e antiverticistico.